# Филип II Орлеански
Филип II Орлеански (на френски: Philippe d'Orléans; * 2 август 1674, † 2 декември 1723) е херцог на Орлеан (1701 – 1723), а преди това на Шартър. От 1715 до 1723 г. е регент на Франция, а от февруари до декември 1723 г. – пръв министър от името на още непълнолетния Луи XV.

## Биография

### Във века на Луи ХІV

#### Произход и ранни години
Той е син на херцог Филип I Орлеански, по-малкия брат на Луи ХІV, и втората му съпруга принцеса Елизабет Шарлот фон Пфалц. Роден е в Шато дьо Сен Клу, родовото имение на баща му и веднага получава титлата херцог на Шартър. Внук е на Луи ХІІІ и следователно от чисто кралско потекло, което го поставя във високо положение в държавата.
При раждането си той е четвърти престолонаследник, но след това остава на заден план. От друга страна, две години след раждането му неговият по-голям брат умира и той става пръв наследник на титлата херцог на Орлеан, която получава през 1701 г. През 1676 г. се ражда неговата сестра Елизабет Шарлот Орлеанска, бъдеща херцогиня и регентка на Лорен (Лотарингия), с която Филип остава близък до края на живота си.
Филип получава добро образование, главно от частния си учител Гийом Дюбоа, но също от именитите умове на своето време Жозеф Совьор и Етиен Люлие. Вторият оказва голямо влияние върху младежа, открива неговия талант за музиката и успява да го развие. По-късно, когато Регентът се изявява като музикант и изпълнител, всички знаят, че това се дължи на Люлие. През 1693 г. Филип се учи да композира с Марк-Антоан Шарпентие и впоследствие написва две опери. Вторият акцент в образованието на херцога е военното дело и дипломацията, тъй като Кралят-Слънце възнамерява да го включи в командния състав на армията.

#### Военна кариера
По това време Франция на Луи ХІV е на върха на силата си. В започналата Деветгодишна война тя остава сама срещу многобройни противници. Най-важен военен театър е Испанска Нидерландия, където на помощ на слабите испанци се бият англичани, холандци и имперски войници. Младежът се появява за първи път на бойно поле в битката при Фльорюс през 1690 г. – голяма френска победа, а при обсадата на Монс през 1691 г. показва впечатляващо мъжество. Под командата на маршал Люксамбур той участва в тежките битки при Щайнкирк и Неервинден и при превземането на друга важна крепост – Намюр.
През Войната за испанското наследство военната кариера на Филип Орлеански продължава да напредва. През 1706 г. той получава главното командване на италианския фронт и печели битката при Торино, по-късно е прехвърлен в Испания и се бие при Алманса (1707 г.) за каузата на Бурбоните. В крайна сметка неговият племенник Филип д'Анжу се утвърждава като испански крал с името Фелипе V. Той ще се превърне след 1715 г. в основна заплаха за властта на Регента.

### Херцог Орлеански
При смъртта на баща му, Филип ІІ наследява множество титли – херцог на Орлеан, Анжу, Монпансие и Нюмур и принц на Жоанвил. През 1709 г., когато умира Анри ІІІ, принц на Конде, Орлеанският дом получава и мястото на първи принцове по кръв. Към този момент шансовете на Филип ІІ Орлеански да стигне до върховете на френската политика са нищожни, защото старият крал има богато мъжко наследство. През последните пет години от живота му обаче то бързо се стопява. През 1711 г. умира престолонаследникът, Великият дофин Луи. Синът му и следващ престолонаследник херцог дьо Бургон, умира на следващата година. Той оставя две невръстни момчета – херцог дьо Бретан (който умира почти веднага на 5 години) и Луи, само 2-годишен. Междувременно другите внуци на Луи ХІV също отпадат от сметката. Филип д'Анжу е испански крал и се е отрекъл от правата си над френския престол в международни договори, докато херцогът на Бери умира през 1714 г.
В началото на 1715 г. се стига дотам, че единствен мъжки наследник на Луи ХІV е петгодишно момче, бъдещият Луи ХV. Другият жив наследник е в Испания и не би могъл да получи френския престол. По внушение на своята неофициална втора съпруга маркиза дьо Ментнон Луи включва в линията на наследството двама свои любими синове – Луи-Огюст, херцог дю Мен и Луи-Александър, граф дьо Тулуз. Те са извънбрачни, но признати, а сега издигнати до принцове по кръв. В завещанието си Луи ХІV посочва като регент Филип Орлеански, но в последния момент се опитва да ограничи правата му, като една част прехвърли на херцог дьо Мен. Целта е да попречи на бохема Филип да разруши абсолютисткия характер на властта. След смъртта му на 1 септември 1715 г. Филип Орлеански убеждава Парижкия парламент да анулира промените в завещанието и става едноличен регент.

### Регент на Луи ХV
Филип Орлеански е човек с много дарби. Оценката на съвременните историци е, че „е по-добър от това, което се говори, интелигентен, отличен музикант и талантлив художник, възпитан и пацифист, но добър войник“. Той веднага внася промени във вътрешната политика на правителството – отменя цензурата и позволява отпечатването на отдавна забранени книги, намалява данъците и свива армията с 25 хил. войници. Освен това подкрепя Янсенизма (алтернативно църковно учение, прието широко от френските духовници, но обявено от папата за ерес още в средата на ХVІІ в.). Най-важната промяна, която Регентът внася, е сближаването с Англия – отявлен враг на Франция през последните 30 години. Причина за това са претенциите на племенника му Фелипе V да бъде регент на мястото му. Когато Испания напада Сардиния и Сицилия (1716 – 1717 г.) и така започва Войната на четворния съюз, Франция, Великобритания, Холандия и Австрия се съюзяват, за да я спрат. Непоколебимо и с подкрепата на външния министър – някогашния му частен учител Гийом Дюбоа – Филип Орлеански воюва с испанските си роднини в името на баланса на силите и собствената си власт.
Испанците не му остават длъжни. През 1718 г. те организират заговор за свалянето на Регента, наричан заговор на Селамар – испанския посланик във Версай. Заговорът не постига друго, освен да даде на френското правителство формални основания за водената политика.
Подведен от либералните си възгледи, Филип Орлеански допуска създаването на първата финансова пирамида във Франция, дело на шотландския икономист Джон Лоу. Лоу има смели идеи, повлияли по-късно на физиократите. Той смята, че с пускането на книжни пари, дори и да не са покрити изцяло със злато и сребро, може да се раздвижи икономиката. Вече гонен веднъж от страната заради съмнителни финансови операции, през 1716 г. той се връща, основава Banque Générale и пуска книжни пари. Основава и международна Мисисипска компания. Става дори финансов министър, но постепенно стойността на книжните пари спада, банката фалира и Лоу трябва да бяга още веднъж поради натрупаните дългове.
Любопитен епизод в историята на регентството настъпва през 1717 г., когато по предложение на херцог дьо Сен Симон Филип купува най-големия и чист диамант, познат в човешката история, за да го прибави към брилянтите на кралската корона. Тогава той заплаща сумата от 135 000 британски лири. Сега стойността му е 48 000 000 лири. Диамантът е известен с името Le Régent.
През февруари 1723 г. Луи ХV навършва 13 години (пълнолетие, според тогавашните разбирания) и е коронован за крал. От регент орлеанският херцог става пръв министър, но умира (от втори удар) през декември същата година.

## Семейство
Филип дьо Шартър навършва възраст за брак по време на Деветгодишната война, когато Франция е изолирана и възможностите за намиране на чужда принцеса не са големи. Ето защо Луи ХІV се ориентира към по-прост вариант, да предложи на брат си съпруга на сина му да стане една негова извънбрачна дъщеря (от дългогодишната му любовница мадам Монтеспан) – Франсоаз Мари дьо Бурбон, родена през 1677 г. Кралят предлага и зестра от 2 млн. ливри – внушителна сума за онова време, която трябва да бъде платена след края на войната. Единственият противник на планираната връзка е майката на жениха, която публично изразява несъгласието си като публично обръща гръб на краля. Това не спира приготовленията и сватбата се състои на 18 февруари 1692 г. във Версай. Между двамата млади никога не възниква обич, живеят разделени, но имат осем деца, от които седем доживяват зряла възраст:
- Мари Луиз Елизабет, омъжена за Шарл херцог дьо Бери – внук на Луи ХІV и за кратко наследник на испанския трон;
- Луиз Аделаид,Абатиса на Шале (Според Елизабет-Шарлот фон Пфалц бабата на Луиз Аделаид тя е била най-красивата от дъщерите на Филип);
- Шарлот Агле, омъжена за херцога на Модена Франческо ІІІ (любовница на Арманд де Винерот дю Плеси Херцог дыо Ришелыо племенник на прочутия Кардинал Ришелыо);
- Луи, женен за маркиза Йохана фон Баден-Баден; неговите наследници носят титлата херцог на Орлеан чак до Луи-Филип, крал на Франция (1830 – 1848), а и след това;
- Луиз Елизабет, омъжена за испанския крал Луис І (управлявал за кратко през 1724 г.);
- Филипин Елизабет, сгодена за Карлос, бъдещият Карлос ІІІ, но починала преди сватбата;
- Луиз Диан, омъжена за Луи Франсоа, принц на Конти(Внук на Великия Конти);

Първата му дъщеря Мари Исабел Мадмоазел дьо Валоа умира като бебе. Херцогът има и 3 признати незаконни деца:от оперната танцьорка Флоранс Пелегрин  има син Луи Шарл дьо Сент Албин архиепископ на Камбре. От Шарлот де Мар има дъщеря Анжелик дьо Фроаси. От Мари Луиз Мадален Виктоар Le Bel de La Boissiere де Сери   Графиня д'Жантон има син Жан Филип Франсоа д'Орлеан.